# Liste der Kulturdenkmale in Altfranken
Die Liste der Kulturdenkmale in Altfranken umfasst sämtliche Kulturdenkmale der Dresdner Gemarkung Altfranken. Die Straßen und Plätze in der Gemarkung sind in der Liste der Straßen und Plätze in Altfranken aufgeführt.

## Legende
- Bild: Bild des Kulturdenkmals, ggf. zusätzlich mit einem Link zu weiteren Fotos des Kulturdenkmals im Medienarchiv Wikimedia Commons. Wenn man auf das Kamerasymbol klickt, können Fotos zu Kulturdenkmalen aus dieser Liste hochgeladen werden:
- Bezeichnung: Denkmalgeschützte Objekte und ggf. Bauwerksname des Kulturdenkmals
- Lage: Straßenname und Hausnummer oder Flurstücknummer des Kulturdenkmals. Die Grundsortierung der Liste erfolgt nach dieser Adresse. Der Link (Karte) führt zu verschiedenen Kartendiensten mit der Position des Kulturdenkmals. Fehlt dieser Link, wurden die Koordinaten noch nicht eingetragen. Sind diese bekannt, können sie über ein Tool mit einer Kartenansicht einfach nachgetragen werden. In dieser Kartenansicht sind Kulturdenkmale ohne Koordinaten mit einem roten bzw. orangen Marker dargestellt und können durch Verschieben auf die richtige Position in der Karte mit Koordinaten versehen werden. Kulturdenkmale ohne Bild sind an einem blauen bzw. roten Marker erkennbar.
- Datierung: Baubeginn, Fertigstellung, Datum der Erstnennung oder grobe zeitliche Einordnung entsprechend des Eintrags in der sächsischen Denkmaldatenbank
- Beschreibung: Kurzcharakteristik des Kulturdenkmals entsprechend des Eintrags in der sächsischen Denkmaldatenbank, ggf. ergänzt durch die dort nur selten veröffentlichten Erfassungstexte oder zusätzliche Informationen
- ID: Vom Landesamt für Denkmalpflege Sachsen vergebene, das Kulturdenkmal eindeutig identifizierende Objekt-Nummer. Der Link führt zum PDF-Denkmaldokument des Landesamtes für Denkmalpflege Sachsen. Bei ehemaligen Kulturdenkmalen können die Objektnummern unbekannt sein und deshalb fehlen bzw. die Links von aus der Datenbank entfernten Objektnummern ins Leere führen. Ein ggf. vorhandenes Icon  führt zu den Angaben des Kulturdenkmals bei Wikidata.

## Altfranken
| Bild           | Bezeichnung | Lage                                              | Datierung                                     | Beschreibung | ID       |
| -------------- | --- | ------------------------------------------------- | --------------------------------------------- | --- | -------- |
| Weitere Bilder | Wohnhaus in offener Bebauung | Heinrich-Klemm-Weg 1 (Karte)                      | um 1850 (Wohnhaus)                            | kleiner, ländlicher Wohnbau, massiv, traufständig, Putzfassade, Satteldach, Zeugnis der dörflichen Vergangenheit Altfrankens, baugeschichtlich von Bedeutung | 09216798 |
|                | Schulgebäude (ehem.) und Einfriedung (Nr. 2a) | Heinrich-Klemm-Weg 2; 2a (Karte)                  | 1888 (Schule)                                 | heute Wohnhaus, von Heinrich Klemm gestiftete Schule, eingeweiht 1888, schlichter historisierender Putzbau mit Natursteinsockel, baugeschichtlich und ortsgeschichtlich von Bedeutung | 09216799 |
| Weitere Bilder | Schlosspark Altfranken (Gutspark und bauliche Reste der alten neogotischen Schlossanlage von Graf Luckner, wie zwei Pfeiler mit Löwenfiguren, einem quadratischen Torturm, vier runden Mauertürmen, umlaufender, aber nicht mehr vollständig erhaltener Einfriedungsmauer aus Bruchstein, Gitterfeldern, einem Keller usw.) | Otto-Harzer-Straße (Am Altfrankener Park) (Karte) | 1850–1852 (Gutspark); nach 1871 (Einfriedung) | trotz des fragmentarischen Charakters bemerkenswertes landschaftsprägendes Areal, als Werk Max Bertrams von gartenkünstlerischer Bedeutung, zudem erinnern die erhaltenen Baulichkeiten an eine der bemerkenswertesten sächsischen Schlossanlagen des 19. Jahrhunderts und an die Person des Grafen Luckner und sind somit von geschichtlichem, insbesondere personengeschichtlichem Wert | 09216796 |